# 前鰭皺唇鯊屬
前鰭皺唇鯊屬（学名：Iago）是皱唇鲨科的一屬。学名来源于莎士比亚作品：《奥赛罗》中的反派角色。

## 物种
所包括的物种如下：
- 长吻前鳍皱唇鲨 Iago garricki
- 曼加洛爾前鰭皺脣鯊 Iago mangalorensis
- 大眼前鳍皱唇鲨 Iago omanensis